# فؤاد مهندس
فؤاد مهندس (به عربی: فؤاد المهندس؛ ۶ سپتامبر ۱۹۲۴ – ۱۶ سپتامبر ۲۰۰۶) یک هنرپیشه تئاتر و سینمای اهل مصر بود که به مدت پنج دهه از دهه ۱۹۵۰ تا اوایل دهه ۲۰۰۰ در ده‌ها نمایش تئاتر، سینما و تلویزیون و بیشتر در نقش‌های کمدی بازی کرد.
در ۶ سپتامبر ۲۰۱۶ موتور جستجوی گوگل به مناسبت ۹۲مین سالروز تولد فؤاد مهندس و به افتخار او گوگل دودل صفحه اصلی خود را در کشورهای عربی و شمال آفریقا تغییر داد.